# まち家世田米駅
まち家世田米駅（まちやせたまいえき）は、岩手県気仙郡住田町世田米にある、飲食店を含む交流施設。国の登録有形文化財となっている旧菅野家住宅を活用している。

## 概要
2016年（平成28年）5月竣工、6月開業。地産地消レストラン「kerasse」、交流スペース、コミュニティカフェ「すみカフェ」、主屋奥側の「おもてなしスペース」、その二階の「まちや体験スペース」、中庭に面した「蔵ギャラリー」が利用可能。

## 建築
2017年（平成29年）5月2日、以下の建造物が「旧菅野家（かんのけ）住宅」として国の登録有形文化財に登録された。
- 主屋

明治末期建築、1957年（昭和32年）増築、2016年改修。木造2階建、妻入、瓦葺、建築面積127m2。宿場であった世田米地区の中心部にあって、通りに西面する。一階は通り土間に沿って三室を、二階は表側に手摺付の縁のある座敷二室を配置。間口が狭く、奥行が深い構成となっている。
- 離れ

明治時代建築、1945年（昭和20年）頃・2016年改修。木造2階建、入母屋造、瓦葺、建築面積52m2。主屋に東接し当初は養蚕施設として建築された。一階は階高が低く根太天井とする。一・二階とも八畳座敷と六畳間の二室を並べ、内縁を南から東へ矩折れに廻らす。

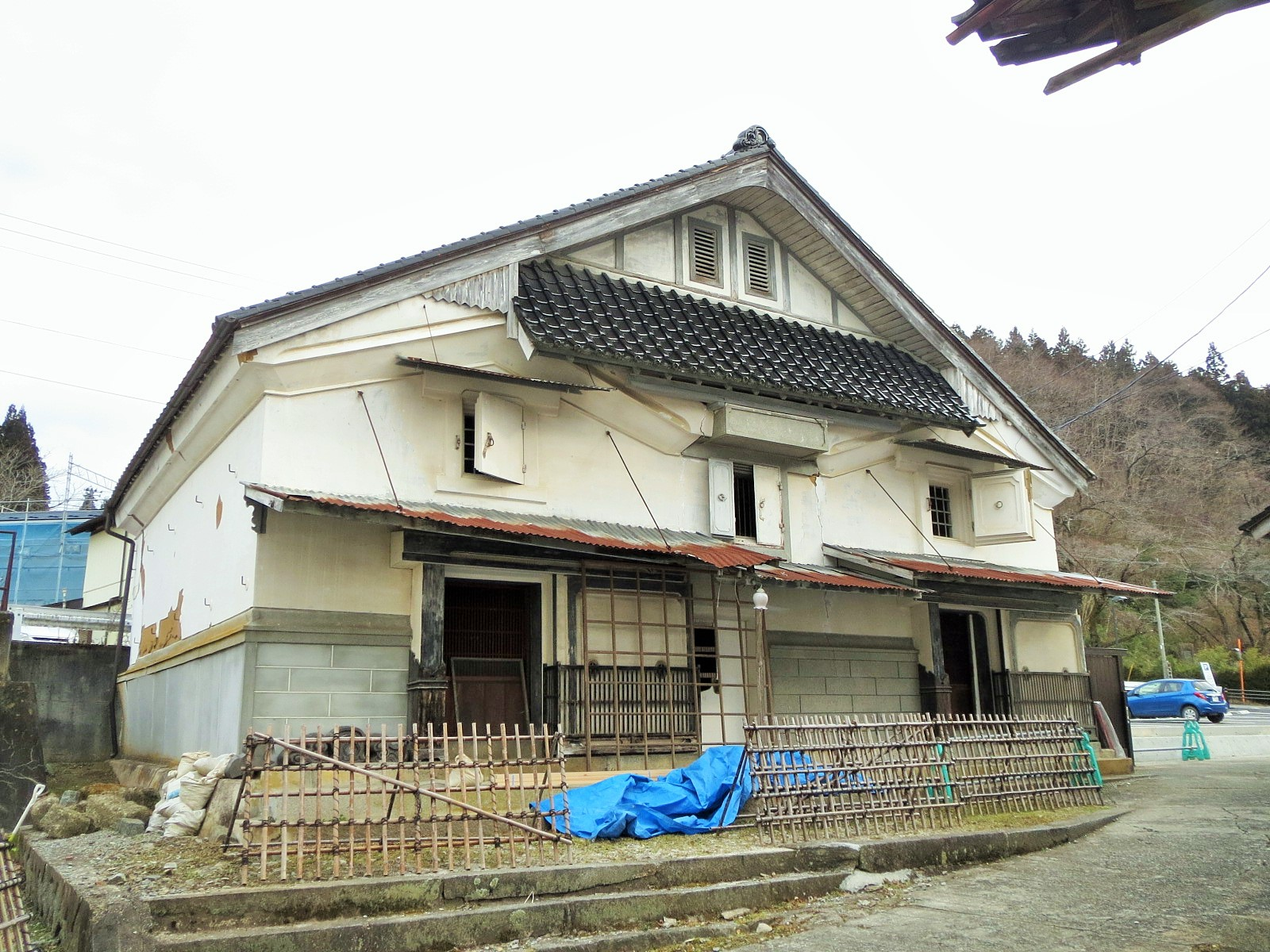
土蔵二
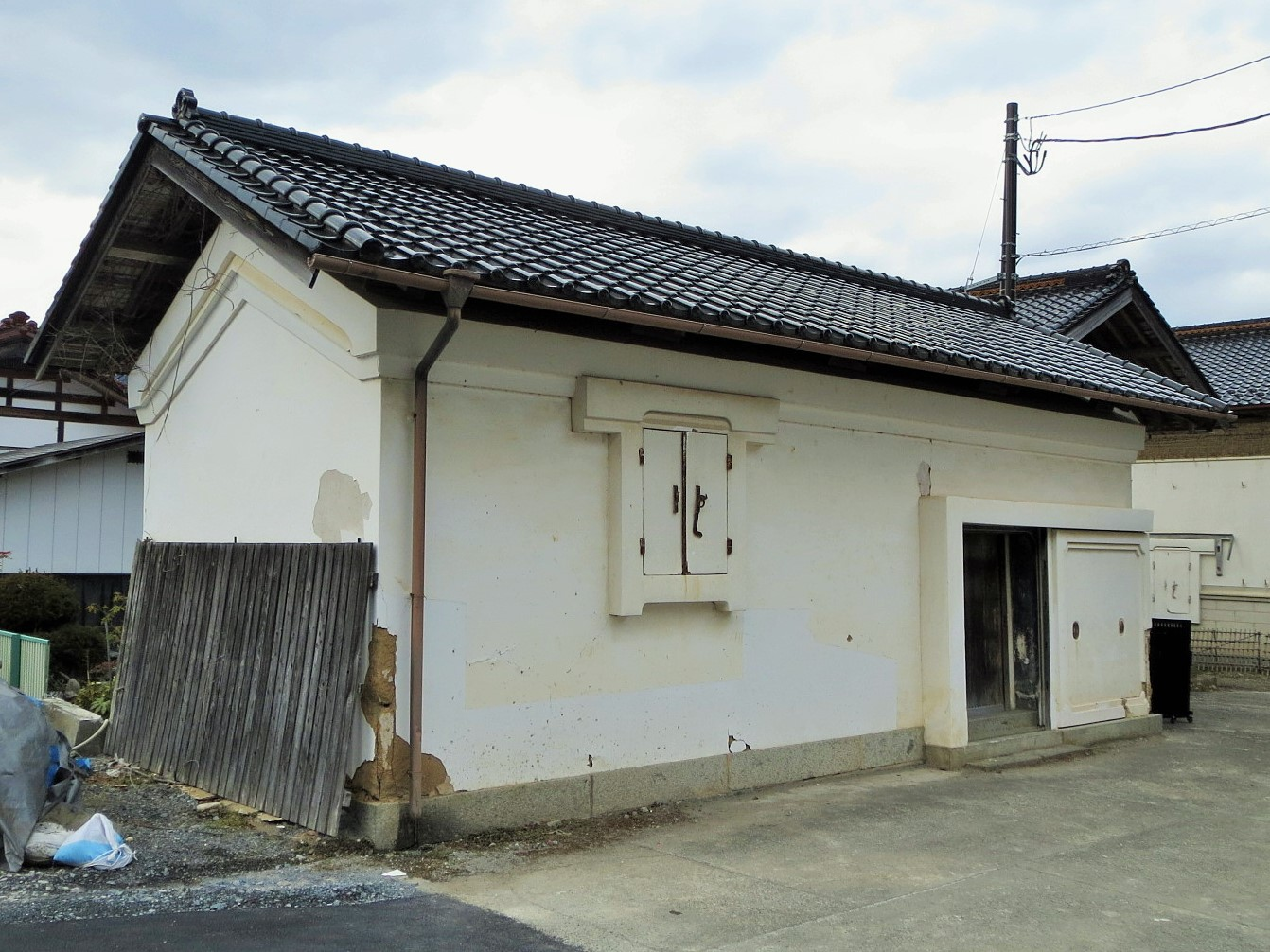
土蔵三
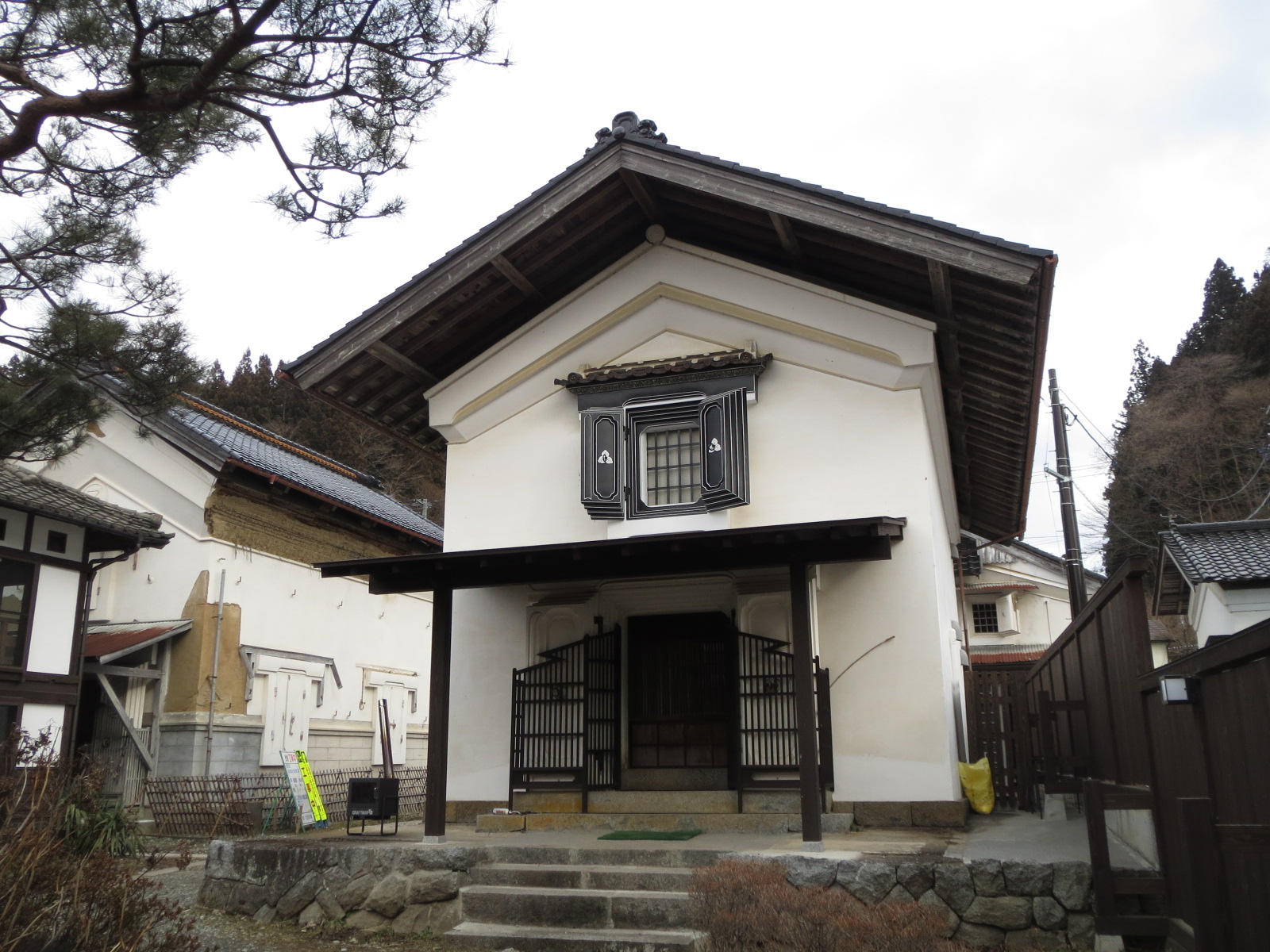
土蔵四

土蔵造、瓦葺、建築面積48m2。敷地内の中庭に面する元文庫蔵。桁行9.6m、梁間5.1m、切妻造妻入、置屋根形式。内部は一室で、柱を密に立て、太い垂木を棟木から側桁に架けた構造。石積の基壇上に建ち、二階妻面の窓廻りは黒漆喰で飾られている。
- 土蔵一
- 土蔵二
- 土蔵三

- 土蔵二
- 土蔵三
- 土蔵四

## 現地情報
- 所在地
  - 岩手県気仙郡住田町世田米字世田米駅13-1
- 営業時間
  - コミュニティーカフェほか - 午前9時から午後10時
  - レストラン・ケラッセ – 午前11時30分から午後2時、午後6時から午後10時
- 閉館日
  - 毎週水曜日
- 交通アクセス
  - 世田米バスストップより徒歩2分
  - 三陸沿岸道路大船渡インターチェンジより車25分